# Alisterus chloropterus
Il pappagallo re papua (Alisterus chloropterus) è un uccello della famiglia degli Psittaculidi.

## Descrizione
Affine e simile alle altre due specie del genere Alisterus, si presenta con taglia attorno ai 36 cm e mostra un evidente dimorfismo sessuale. Il maschio ha testa, petto e addome rossi; tutta la parte dorsale dalla nuca al sopraccoda è blu con banda nera tra le ali, che sono verdi con banda gialla; becco con ramo superiore arancio e inferiore nero, iride arancio e zampe grigie. La femmina ha testa, gola, groppone e lati verdi; petto e parti addominali rossi; codrione blu; becco con ramo superiore olivaceo e inferiore nero; iride e zampe come il maschio.

## Distribuzione e habitat
Vive nelle foreste fitte, fino ai 2800 metri di quota nella parte orientale della Nuova Guinea dove è comune soprattutto a Papua.

## Tassonomia
Sono note tre sottospecie:
- A. c. chloropterus, sottospecie nominale;
- A. c. callopterus, che non presenta nel maschio il blu sulla nuca, che è rossa;
- A. c. moszkowskii, simile alla sottospecie nominale, con un po' di verde al posto del blu dorsale, ma con i sessi assai simili avendo la femmina la stessa colorazione del maschio, solo leggermente più pallida.